# Heinz-Brandt-Schule
Die Heinz-Brandt-Schule ist eine öffentliche Integrierte Sekundarschule (ISS) im Berliner Ortsteil Weißensee des Bezirks Pankow, in der Schüler ab der 7. Klasse im gebundenen Ganztag gemeinsam lernen. Die Schule ist Mitglied im Schulverbund Blick über den Zaun, einem Zusammenschluss reformpädagogisch orientierter Schulen.
Die Schule ist seit 1999 nach dem Widerstandskämpfer Heinz Brandt benannt. Er kämpfte als Kommunist gegen den Nationalsozialismus, überlebte den Holocaust und engagierte sich als SED-Funktionär in der DDR, deren politischer Häftling er später wurde. In der Bundesrepublik engagierte er sich weiter politisch und war so unter anderem Gründungsmitglied der Grünen.
In den vergangenen Jahren hat die Heinz-Brandt-Schule zahlreiche Preise und Auszeichnungen erhalten, engagiert sich in einigen Netzwerken und hat daher eine gewisse überregionale Bekanntheit erreicht. In den letzten Jahren gehörte die Schule wiederholt zu den nachgefragtesten Sekundarschulen Berlins. Für das Schuljahr 2023/24 wurden soviel neue Schüler angemeldet, dass die Heinz-Brandt-Schule berlinweit die beliebteste ISS war.
Die gemeinsame Oberstufe realisiert die Heinz-Brandt-Schule mit der Reinhold-Burger-Schule in Kooperation mit und am Standort von der Max-Bill-Schule.

## Schulgebäude und Schulgeschichte

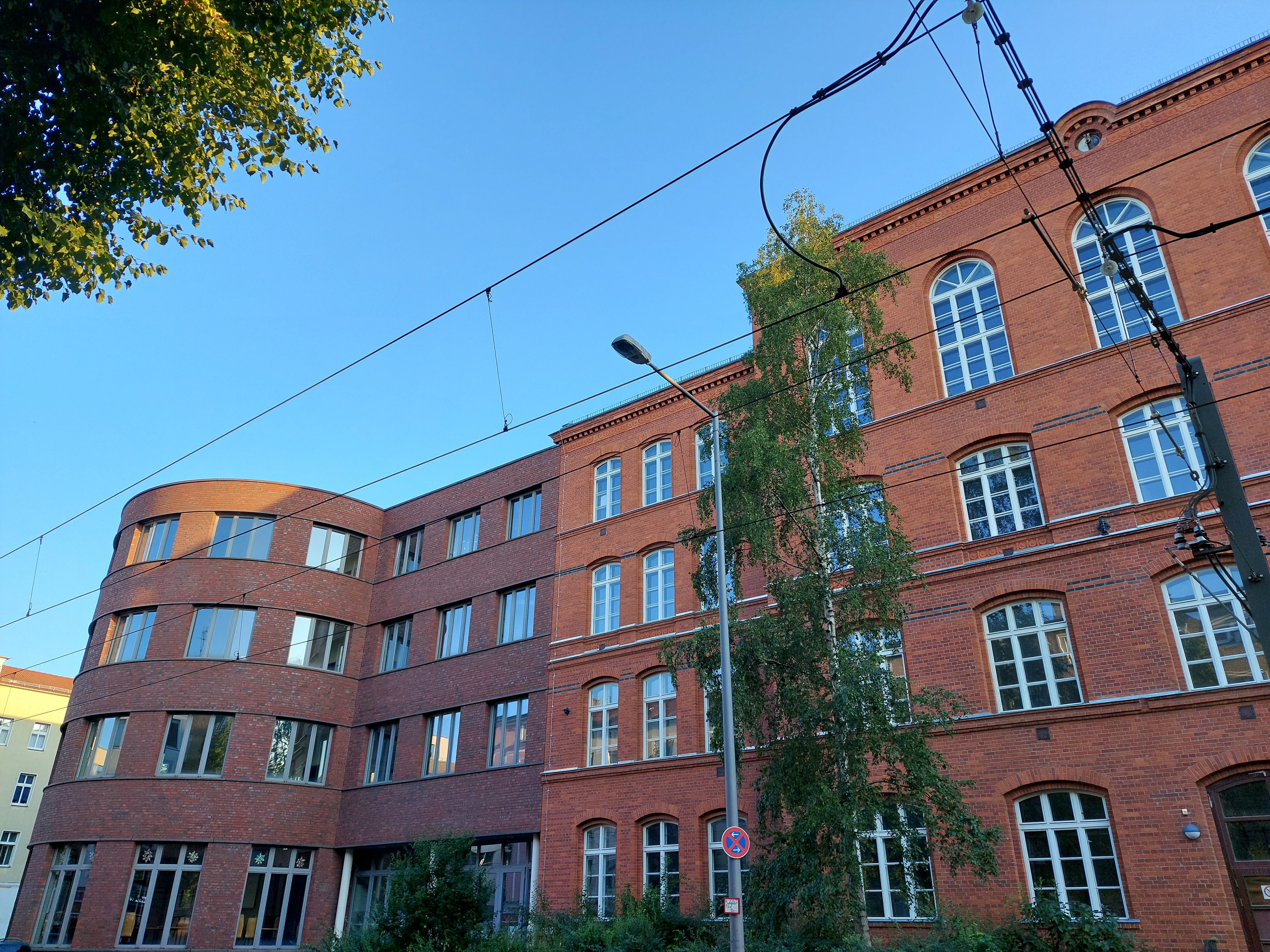
Altbau der HBS mit angrenzendem Neubau, Juli 2021

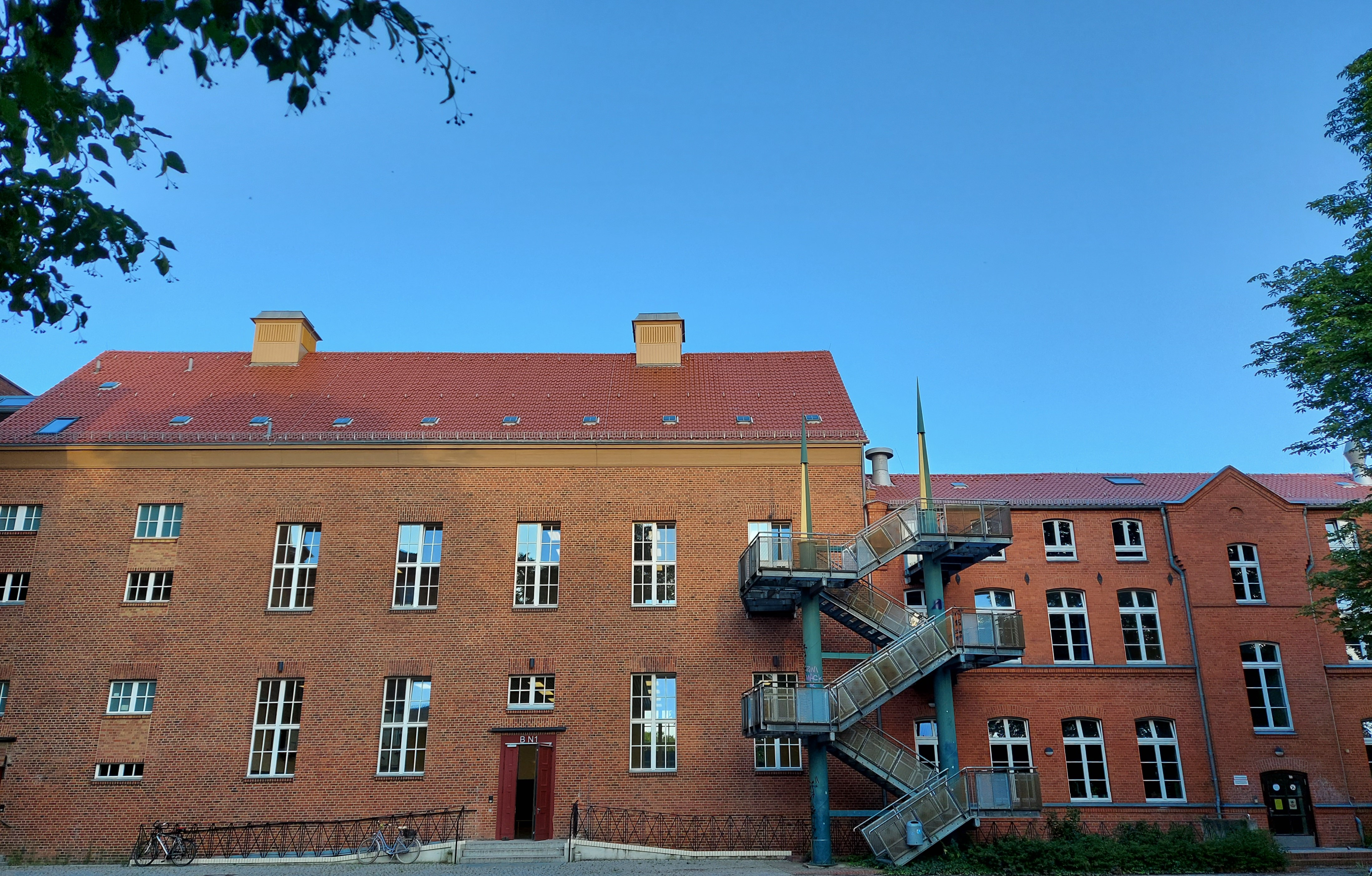
Doppelturnhalle sowie angrenzendes Haus der Künste und Werkstätten

Die Heinz-Brandt-Schule verfügt über einen Altbau an der Langhansstraße (etwa von 1900), der auch das Schullogo ziert. Seit 2012 ergänzt ein Neubau mit modernen Fachräumen das Schulensemble. Hinzu kommt eine kürzlich vollständig sanierte Doppelturnhalle und das Haus für Künste und Handwerk mit Werkstätten, einer Lehrküche und den Räumen des Schulclubs (Schulsozialarbeit und Jugendarbeit an Schule).

### Ehemalige Gemeindeschule Weißensee und POS Grete Walter
Die Gemeindeschule Weißensee wurde 1877 am Standort an der Roelckestraße errichtet, weil durch den Bevölkerungszuwachs jener Tage die Schulplätze knapp wurden. Wenige Jahre später entstand 1900 der noch heute charakteristische Schulbau in der Langhansstraße 120. 1925 wurde dieser durch die Doppelturnhalle nach Entwürfen von Erich Olzewski ergänzt. Beide Gebäude sowie das ganze Bauensemble sind denkmalgeschützt.
In der DDR wurde der Schulstandort als Polytechnische Oberschule genutzt und trug bis zur Wiedervereinigung den Namen POS „Grete Walter“.

### Ehemalige 1. Hauptschule und Umbenennung in Heinz-Brandt-Oberschule
Im dreigliedrigen Schulsystem des wiedervereinigten Berlins wurde aus der POS „Grete Walter“ die 1. Hauptschule Weißensee bis sie 1999 in Heinz-Brandt-Oberschule umbenannt wurde, um den Widerstandskämpfer gegen den Nationalsozialismus zu ehren, der unter anderem in Pankow und Weißensee gewirkt hat. Hauptschule blieb sie bis zur Berliner Schulstrukturreform. Erst im Zuge dieser und der Abschaffung der Hauptschule bekam die Schule 2010 ihren heutigen Namen Heinz-Brandt-Schule. Sie wuchs in der Folge und veränderte das Profil von der zweizügigen Hauptschule zur vierzügigen Sekundarschule, womit zahlreiche schulinterne Reformen einhergingen, die mit dem Deutschen Schulpreis ausgezeichnet wurden.

### Kontroverse um geplante Erweiterung mittels Modularen Erweiterungsbaus (MEB)
Im Schuljahr 2022/23 wurde bekannt, dass aus der Vierzügigkeit durch Erweiterungsbau eine fünfzügige ISS entstehen soll. In der darauffolgenden Auseinandersetzung kam es zur Anhörung in der Bezirksverordnetenversammlung Pankow und diversen Krisengesprächen, wobei immer wieder auch die mangelnde Kommunikation seitens der zuständigen Stellen im Bezirksamt thematisiert wurde. Aus Sicht der Schulgemeinschaft ist problematisch, dass der geplante modulare Erweiterungsbau den auch bisher für die Anzahl der Schüler bereits zu kleinen Schulhof in der Fläche weiter verringert und zudem weite Teile versiegelt, die momentan für einen preisgekrönten Schulgarten und Lernen unter altem Baumbestand genutzt werden. Mit der notwendigen Fällung einiger alter Bäume geht auch deren Kühlfunktion für den Schulhof und die Umgebung verloren, wogegen Elternvertreter eine Petition starteten. Das zuständige Bezirksamt Pankow argumentiert mit dem Schulplatzmangel im Bezirk und besteht auf die Durchsetzung des Baus, um etwa 100 weitere Schulplätze zu schaffen, wohingegen Vertreter der Schulgemeinschaft argumentieren, dass die derzeitigen Planungen die Aufenthalts- und Unterrichtsqualität stark beeinträchtigen würden, weshalb alternative Standorte geprüft werden sollten.

## Besonderheiten

### Kleine Lerngruppen und Unterricht in Lernbüros
Die Heinz-Brandt-Schule ist vierzügig, bildet allerdings für fast jeden Unterricht aus den vier Klassen eines Jahrgangs jeweils sechs Lerngruppen. Diese festen Lerngruppen sind heterogen aus ca. 17–18 Schülern zusammengesetzt. Die geringe Gruppengröße ist wesentliche Voraussetzung für das gemeinsame Lernen in binnendifferenzierten Unterrichtssettings.
Die Fächer Deutsch, Mathematik und Englisch werden im System des Lernbüros unterrichtet. Dieses setzt auf das selbstgesteuerte Lernen der Schüler in einer vorbereiteten Umgebung, also in dafür eingerichteten Fachräumen. So ist es möglich, dass der leistungsdifferenzierte Unterricht auf drei Niveaustufen in einem Raum stattfindet. Die Lehrperson ist hier eher Lernbegleiter und hat dadurch die Möglichkeit gezielt zu fördern und zu fordern.

### Herausforderung

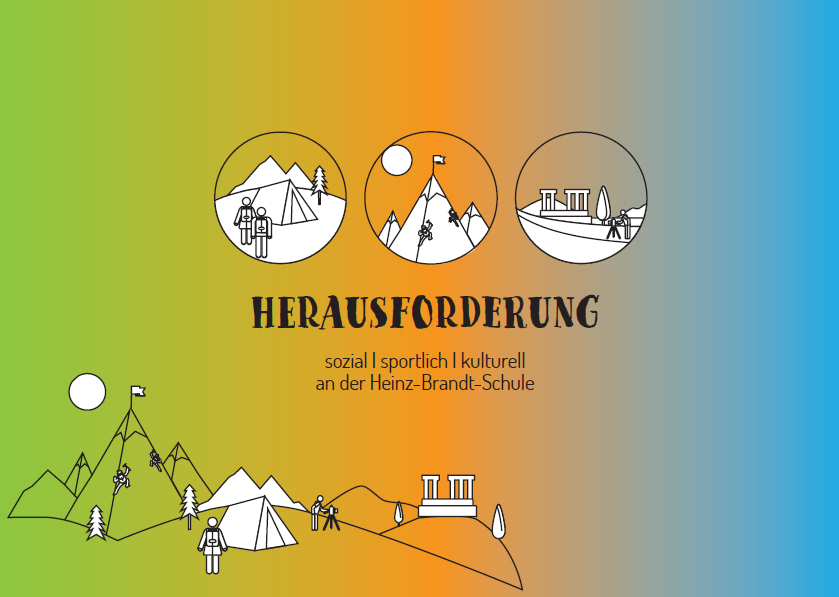
Logo der Herausforderung an der Heinz-Brandt-Schule

An der Heinz-Brandt-Schule finden seit 2013 Herausforderungen statt, was vor allem auch auf Inspiration durch das gleichnamige Projekt der Hamburger Reformschule Winterhude zurückgeht. Dabei geht es darum, dass die Schüler sich überwinden, eine für sie selbst fordernde Aufgabe bewältigen, um schließlich gewachsen an den Erfahrungen zurückzukehren. Bei der Herausforderung geht es um ein Lernen am anderen Ort, wobei das Ziel nicht unbedingt weit entfernt liegen muss, um sich selbst und seine Fähigkeiten zu erkunden. Die erste Herausforderung bestand 2013 im Projekt Alpencross daraus, die Alpen zu Fuß zu überwinden. In den folgenden Jahren kamen Touren mit dem Rad nach Paris oder um die Ostsee hinzu, es fanden Longboard- und Kanu-Touren oder Wanderungen auf dem Jakobsweg statt. Im Rahmen des Projekts kooperiert die Schule zur Evaluation mit dem Forschungsverbund HeRiS unter Federführung der Universität Wuppertal.

### Referenzschule im Kulturagentenprogramm
Schon seit Jahren wird das Profil der Heinz-Brandt-Schule durch die verstärkte kulturelle Bildung geprägt, was heute maßgeblich durch das Kulturagentenprogramm unterstützt wird. Im Rahmen des Programms ist die Schule inzwischen Referenzschule, bietet also anderen Schulen den Austausch zur möglichen Vermittlung kultureller Bildung an. Kulturelle Bildung findet neben dem Fachunterricht vor allem auch in zahlreichen WPU-Kursen, in AGs und Projekten statt, die häufig mit externen Experten durchgeführt werden. Es wurden Projekte mit dem Deutschen Theater, den KW Institute for Contemporary Art oder den Tanzkomplizen realisiert. Außerdem unterhält die Schule eine Kooperation mit der Jugendkunstschule Pankow (JUKS). Einmal im Jahr wird mit „Kunstkommt“ eine schuleigene Ausstellung der besten Schülerarbeiten durchgeführt.
Die Offenheit gegenüber der Zusammenarbeit mit Künstlern hat eine gewisse Tradition, bereits 2004 beteiligte sich die Schule mit Schülern und Lehrkräften am vielfach prämierten Filmprojekt Rhythm Is It! 

### Projektfahrten nach England und Spanien
Traditionell findet nach Möglichkeit zu Beginn des 9. Schuljahres eine Fahrt nach Südengland statt, wobei neben Brighton und Umgebung natürlich auch die Hauptstadt London erkundet wird. Meist im Februar besteht für die Schüler mit zweiter Fremdsprache Spanisch die Möglichkeit nach Barcelona zu reisen und die katalanische Metropole zu erkunden.

### Multiprofessionelle Teams: Schulclub und Schulstation
Im Haus der Künste und des Handwerks befindet sich ein Schulclub und eine Schulstation, die von Mitarbeitern der schulbezogenen Jugendsozialarbeit des Trägers RAA Berlin geleitet werden. In Pausen, Freistunden und nach Schulende haben die Schüler die Möglichkeit, sich im Schulclub aufzuhalten. Die Schulstation ist wiederum Anlaufstelle für kleinere und größere Probleme, fungiert als Bindeglied zwischen Schule, Elternhaus und weiteren Institutionen wie SIBUZ oder Jugendamt.
Die Mitarbeitenden der Schulsozialarbeit sind fester und wesentlicher Bestandteil der mutiprofessionellen Jahrgangsteams, über die Schule und Unterricht organisiert sind. In einer wöchentlichen Teamsitzung besprechen die Klassenleitungen, Fachlehrer, Sonderpädagogen und Sozialarbeiter die anstehenden Themen der Woche.

### SchulversuchHybride Formen des Lehrens und Lernens
Schon seit einigen Jahren bemüht sich die Heinz-Brandt-Schule mit großflächigem Tablet-Einsatz, flächendeckendem WLAN und einem funktionierenden Lernmanagementsystem um eine zeitgemäße Umsetzung einer Schule in einer digitalisierten Welt. Seit dem Schuljahr 2021/22 nimmt die Heinz-Brandt-Schule mit 17 weiteren Schulen am Schulversuch Hybride Formen des Lehrens und Lernens, also zum Lernen im Kontext der Digitalität teil. Ziel des auf drei Jahre angelegten Schulversuchs ist es, neue Konzepte zu erproben, hybride Methoden in den Schulalltag einzubinden und damit exemplarisch für die Berliner Schulen neue Wege in der Bildung zu erproben, die dann gegebenenfalls auch in der Breite verstetigt werden. Der Schulversuch wird von learning lab begleitet und von der Humboldt-Universität evaluiert.
Die teilnehmenden Schulen tauschen sich im Rahmen von Netzwerktreffen mehrmals im Jahr zu den Entwicklungsschritten aus, bilden zudem sogenannte professionelle Lerngemeinschaften (PLG), um auch zwischen den Netzwerktreffen an gemeinsamen Themen zu arbeiten. In BarCamp-Veranstaltungen werden die aktuellen Entwicklungen außerdem miteinander und mit Schulen sowie Interessierten außerhalb des Schulversuchs geteilt.
Am Rande des Schulversuchs entstand auch ein Podcast, in dem Mitglieder der Schulgemeinschaft von Schulentwicklungsprozessen im Schulversuch, aber auch darüber hinaus, berichten. Der Fokus liegt vor allem darauf, wie Schule nicht nur für, sondern vor allem auch gemeinsam mit den Schülern weiterentwickelt werden kann.

## Veranstaltungen und Projekte

### Schülerstipendium
In jedem Jahr werden seit 2010 in einem Auswahlverfahren Schüler der Schule ausgezeichnet und erhalten in der Folge ein Stipendium, das durch die Bildungsinitiative Pankow in Zusammenarbeit mit der Schule und dem Wirtschaftskreis Pankow vergeben wird. Aus jeder Klasse werden durch die Schüler zwei Teilnehmer am Auswahltag nominiert, wobei die Kriterien Nominierung Merkmale wie Freundlichkeit, Zuverlässigkeit, Teamfähigkeit usw. sind, die von der Klassengemeinschaft über ein halbes Schuljahr lang mit Punkten belohnt werden. Die Nominierten müssen dann am Auswahltag ein Assessment bewältigen, in dem sie allein und in Gruppen Vertretern der freien Wirtschaft gegenübertreten. Für einige Jahre war die damalige Berliner Bildungssenatorin Sandra Scheeres (SPD) Schirmherrin der Veranstaltung. Seit der Verleihung 2022 übernimmt die Pankower Bezirksstadträtin Manuela Anders-Granitzki (CDU) die Schirmherrschaft für das Schülerstipendium.

### Osterprojektwoche
Vor Ostern widmet sich die ganze Schulgemeinschaft einem gemeinsamen Thema, das durch die Gesamtschülervertretung mitbestimmt wird. In den vielfältigen Projekten lernen die Schüler dann unterstützt von Experten fächerübergreifend und an selbstgewählten Themen.
Im Schuljahr 2013/14 wurde im Rahmen des Projektes Stark ohne Gewalt das Musical Streetlight zusammen mit der Band Gen Rosso einstudiert und zur Aufführung gebracht.

### Praktikums- und Ausbildungsbörse
Die Jahrgänge 9 und 10 nehmen im Rahmen des Profiltags an der Praktikums- und Ausbildungsbörse teil. Zahlreiche kleine und mittelständische Unternehmen der Region stellen sich dafür den Schülern in der Schule vor. Es gibt die Möglichkeit, direkte Kontakte zu den Firmen herzustellen. Unterstützt wird diese Maßnahme der Berufsorientierung vom langjährigen Partner Wirtschaftskreis Pankow. Daneben finden zahlreiche weitere Aktionen im Rahmen des Berliner Programms zur vertieften Berufsorientierung statt, an dem die Schule seit Jahren teilnimmt.

### Tage der offenen Tür
Jedes Jahr lädt die Heinz-Brandt-Schule zweifach zum Tag der offenen Tür ein. Ein Termin liegt meist Mitte Dezember, der zweite Mitte Januar. Neben der Schulvorstellung durch die Schulleitung und die Lehrkräfte führen Schüler die Gäste der Schule durch das Gebäude und erklären die Besonderheiten. So haben Interessierte die Möglichkeit, die Schule und ihre Fachbereiche näher kennenzulernen.

### Schulfest
Zum Ende des Schuljahres findet kurz vor den Sommerferien das Sommerfest der Heinz-Brandt-Schule statt, zu dem die gesamte Schulgemeinschaft aus Schülern, Eltern und Lehrern eingeladen ist. Neben einem Bühnenprogramm mit musikalischen und anderweitigen Beiträgen präsentieren die Klassen und Kurse an einem Stand ihre Projekte. Es werden zudem die Herausforderungsgruppen geehrt, die meist erst kurz vor dem Sommerfest nach Berlin zurückkehren.

### Schule ohne Rassismus – Schule mit Courage

SoR–SmC-Logo

Die Heinz-Brandt-Schule trägt seit dem Jahr 2016 den Titel „Schule ohne Rassismus – Schule mit Courage“ (SoR–SmC). Regelmäßig findet im Rahmen der politischen Bildung Projekte statt, die zur Herausbildung weltoffener, mündiger Bürger beitragen sollen. Hierzu gehören unter anderem die Gedenkstättenfahrt nach Auschwitz-Birkenau für die höheren Jahrgänge. 2024 entstand hierzu auch ein Videotagebuch zur Reise nach Krakau und Auschwitz. Die jährliche Auseinandersetzung mit der Biografie des Namensgebers am Heinz-Brandt-Tag ist ebenfalls mit SoR–SmC-Projekten verbunden. Paten der Schule sind Klaus Mindrup (MdB, SPD) und Clara West (MdA, SPD).

### Stolpersteine für Angehörige der Familie Behrendt

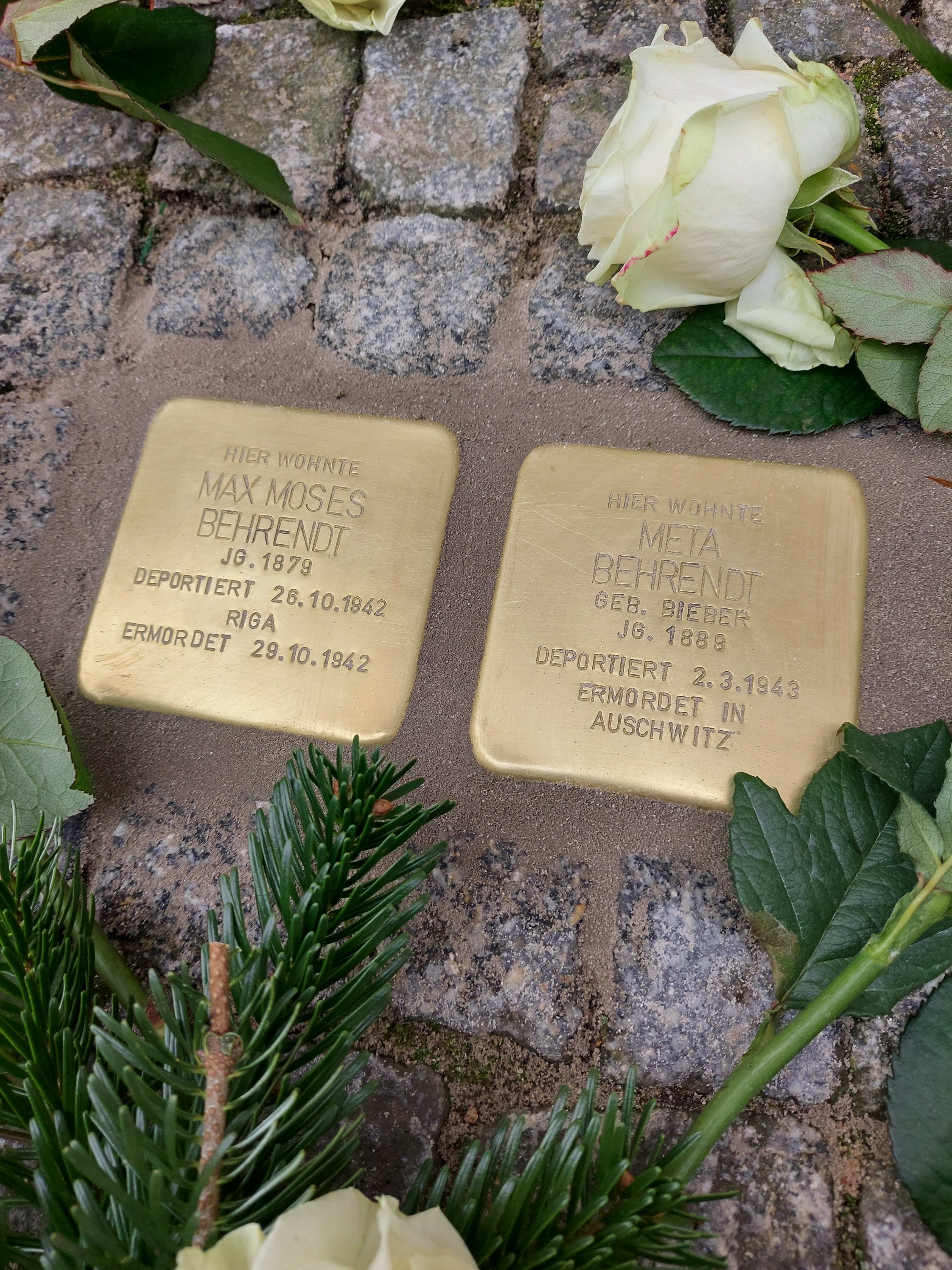
Stolpersteine für Max und Meta Behrendt

Schüler der Heinz-Brandt-Schule verlegten im Jahr 2021 gemeinsam mit Angehörigen der Familie Behrendt Stolpersteine für Max und Meta Behrendt in der Hufelandstraße in Prenzlauer Berg. Das Projekt beinhaltete die Auseinandersetzung mit Biografien der beiden im Nationalsozialismus ermordetem Berliner jüdischer Herkunft, das Sammeln von Spenden zur Finanzierung der Herstellung der Stolpersteine sowie die Durchführung der Verlegung selbst. Die noch lebenden Angehörigen unterstützten den Prozess mit Besuchen in der Schule.
Am 8. Mai 2023 wurden mit Angehörigen der Familie Behrendt drei weitere Stolpersteine verlegt. In der Landsberger Allee 8 wurde Max Behrendt gedacht, der für seine Beziehung mit einer Nicht-Jüdin denunziert wurde. In der Barnimstraße 18 wurde Ottilie Reich und ihrem Sohn Michael Scharff gedacht. Alle drei Angehörige der Familie Behrendt wurden nach Auschwitz deportiert und dort ermordet.

### Kampagne#UnLearnSchoolvon beWirken
Als eine von bundesweit acht Schulen wurde die Heinz-Brandt-Schule ausgewählt, im fünfteiligen Episodenfilm Unlearn School – Auf dem Weg zum Lernen in der Zukunft Teile des innovativen Schulkonzepts zu präsentieren. In Episode 1 wird die umfangreiche Schülerpartizipation und das Projekt Herausforderung vorgestellt, in Episode 4 wird das Lernen im Kontext der Digitalität porträtiert. Neben den Protagonisten der Schulen kommentieren namhafte Bildungsexperten wie beispielsweise Bob Blume, Margret Rasfeld oder Peter Spiegel die Innovationsprojekte. Aus den Interviews und den Projektdarstellungen der einzelnen Schulen ist zusammen mit weiteren Gastbeiträgen zudem ein Buch entstanden, in dem die Heinz-Brandt-Schule auf mehreren Seiten Teile des innovativen Schulkonzepts darstellt.
Das Filmprojekt, das Buch und die social-media-Kampagne sind Teil des vom Bundesministerium für Wirtschaft und Klimaschutz geförderten Innovationsprojektes „Kulturwandel Lehrkräftefortbildung“, das seit Anfang 2022 in Abstimmung mit Lehrkräften, Schulleitungen und Bildungsexperten systemische Lösungsansätze für strukturelle Defizite in der Lehrkräftefortbildung entwickelt.

## Lage und Einzugsbereich der Schule
Die Heinz-Brandt-Schule befindet sich in Berlin-Weißensee in der Langhansstraße Ecke Roelckestraße im sogenannten Gründerviertel, in dem die Straßen nach Personen der Gründerzeit benannt sind. Über die Straßenbahnlinien 12 und M13, die auf der Langhansstraße verkehren, sowie über die Buslinie 255 ist die Schule mit den öffentlichen Verkehrsmitteln zu erreichen. Auch die Berliner Ringbahn mit dem S-Bahnhof Greifswalder-Straße ist fußläufig zu erreichen.
Die Schülerschaft der Heinz-Brandt-Schule wohnt zumeist im Bezirk Pankow, kommt direkt aus Weißensee oder den angrenzenden Ortsteilen Prenzlauer Berg und Pankow. Über die Straßenbahn erreichen die Schule auch Schüler aus Mitte, dem Wedding oder Friedrichshain. Mit dem Bus kommen auch Schüler aus Buch oder Karow zur Schule.

## Preise und Auszeichnungen (Auszug)
- 2002: 1. Preis im Wettbewerb „Schule und Betrieb – Begegnung von zwei Welten“
- 2011: Preisträger des Deutschen Schulpreises[56]
- 2011: 1. Platz im Wettbewerb „Starke Schulen“ (Landesebene)
- 2016: Verleihung des Titels „Schule ohne Rassismus – Schule mit Courage“
- 2019: 1. Preis in der Kategorie „Sekundarschule“ beim Schulgartenwettbewerb der Lenné-Akademie
- 2022: Nationale Auszeichnung des Bundesministeriums für Bildung und Forschung und der Deutschen UNESCO-Kommission für Bildung für nachhaltige Entwicklung[57]
- 2023 und 2025: Auszeichnung als „Faire Schule“ durch das EPIZ Berlin[58]

Quelle: Übersicht der Preise und Auszeichnungen